# Berma

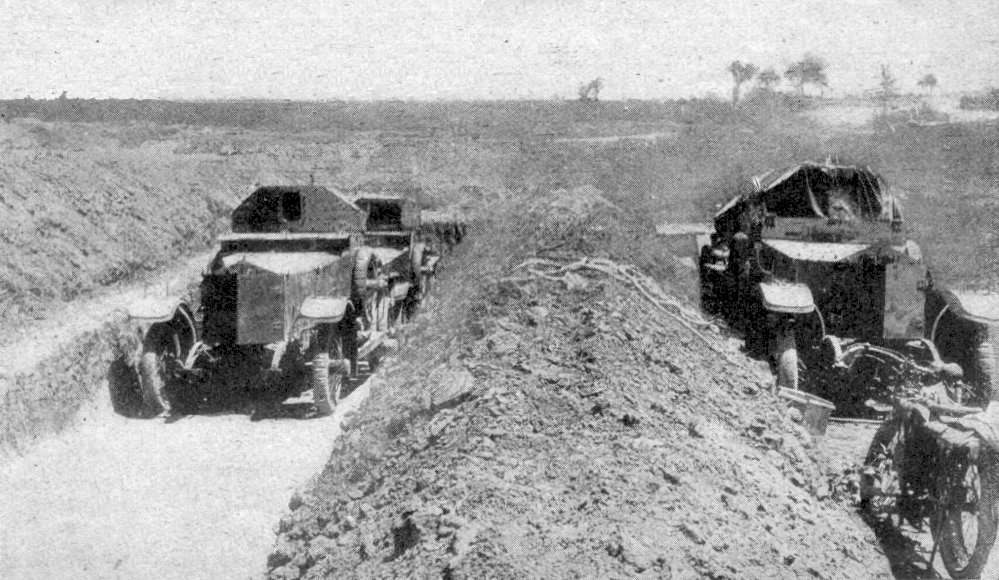
Alcune Rolls-Royce blindate del Royal Naval Air Service percorrono una berma protettiva a capo Helles, nel corso della battaglia di Gallipoli del 1915

La berma è un gradino o muretto di calcestruzzo che si erge alla base di un terrapieno o di un argine per prevenirne il cedimento. 
Si tratta di un prestito linguistico dalla lingua olandese.

Berme in una diga. Berme (A), Fossati (B), Dighe (C), Argini (D)

## Storia
Nel genio militare medievale, una berma era un gradino nello spazio compreso tra un parapetto o un muro difensivo ed un vicino terrapieno o fossato. Il suo obbiettivo era quello di ridurre la pressione del suolo sul muro della parte scavata per evitarne il collasso. Serviva anche per evitare che i detriti asportati dalle fortificazioni crollassero nel fossato o nel terrapieno riempiendolo.
Durante la guerra di trincea della prima guerra mondiale, questo termine veniva utilizzato per una simile struttura posta in cima alla trincea, usata dai fucilieri per appoggiare i gomiti.

## Uso moderno

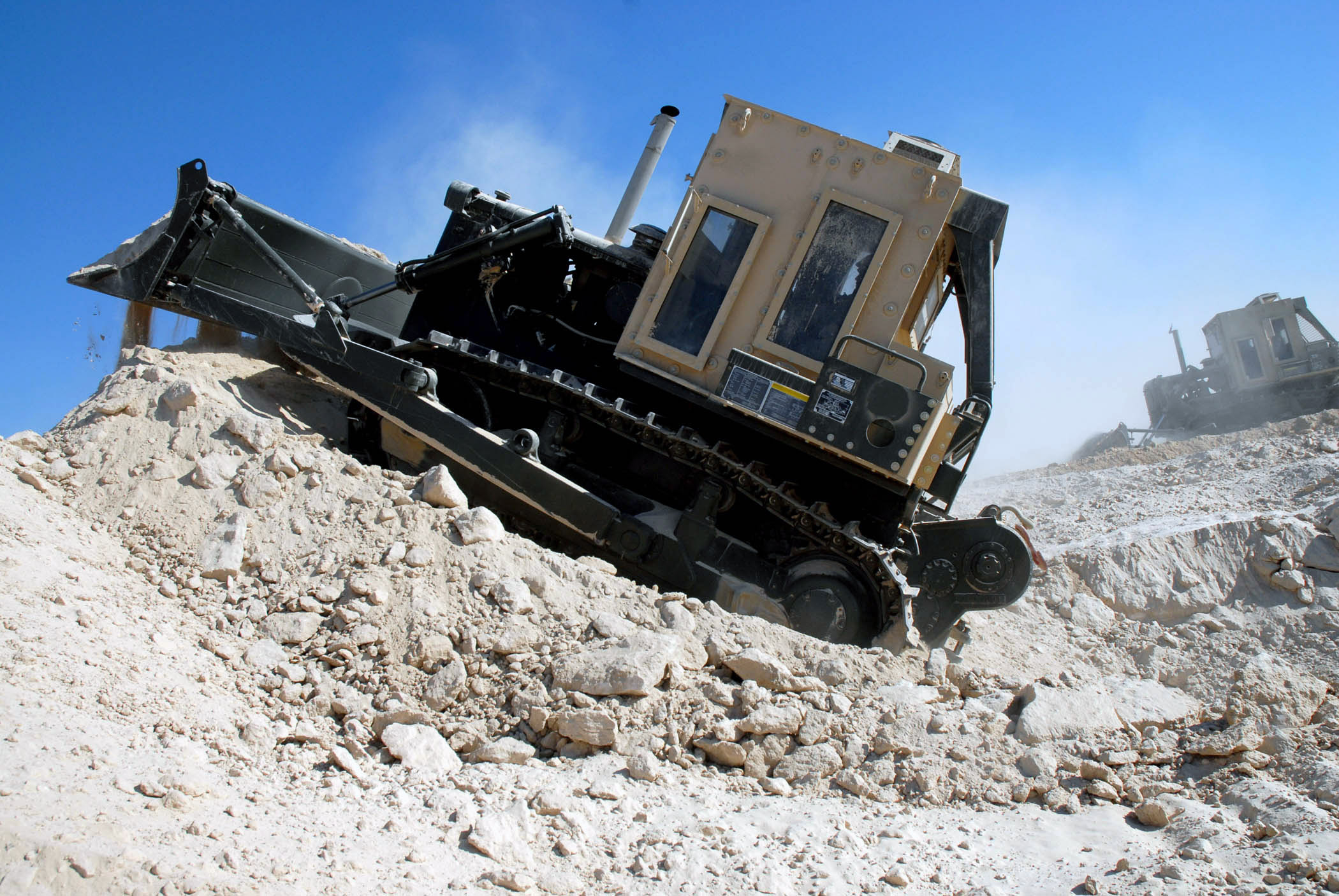
Al Taqaddum, Iraq, 28 dicembre 2007. Il Naval Mobile Construction Battalion (NMCB) 1 utilizza i bulldozer per creare una berma protettiva

Mappa del Sahara occidentale, con in rosso evidenziata la berma (BERM), conosciuta come muro marocchino, eretta per centinaia di chilometri tra le aree controllate dal Fronte Polisario e quelle controllate dal Marocco.

Nella moderna ingegneria militare, il termine "berma" viene usato per indicare un muro in terra o piota o il parapetto stesso. Il termine fa soprattutto riferimento al basso muro in terra adiacente al fossato. Lo scavo del fossato, spesso effettuato da un bulldozer, può fornire il terreno con cui costruire la berma. I muri costruiti con questo sistema si rivelano in effetti un ostacolo per i veicoli, compresi i mezzi corazzati, mentre sono facilmente superabili dalla fanteria. Data la facilità di costruzione, questi muri sono a volte lunghi anche centinaia o migliaia di chilometri. Un esempio è la berma, conosciuta come muro marocchino, costruita dal Marocco per separare i territori del Sahara occidentale sotto il suo controllo da quelli sotto il controllo del fronte Polisario.
Le berme vengono usate anche per controllare erosione e sedimentazione riducendo la percentuale di acqua che filtra in superficie. Le berme riducono anche la velocità dell'acqua, o la deviano in zone non a rischio di erosione, riducendo quindi i problemi dovuti allo scorrimento dell'acqua sul suolo.